# Fredeluga d'esperons

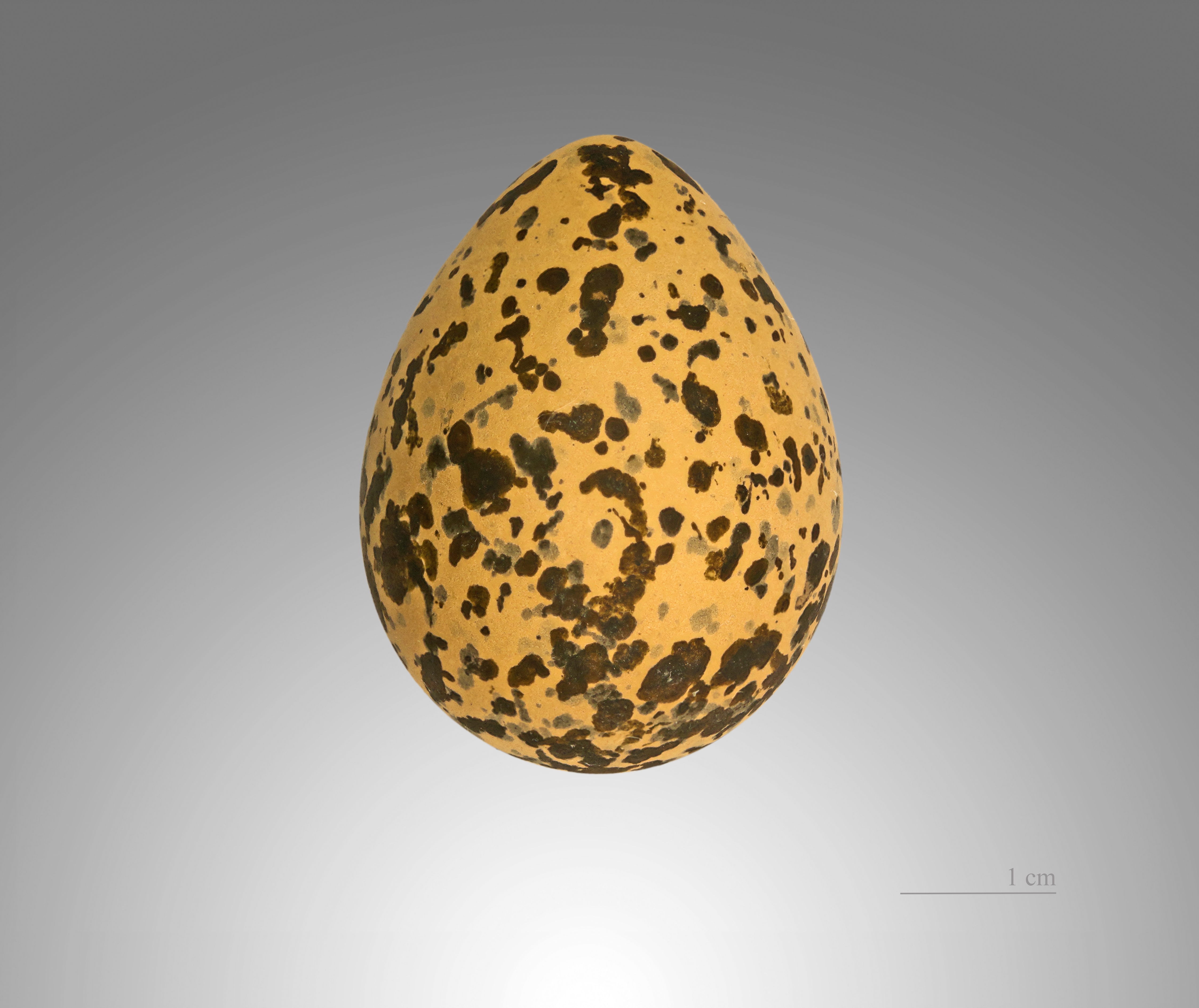
Vanellus spinosus

La fredeluga d'esperons (Vanellus spinosus) és una espècie d'ocell de la família dels caràdrids (Charadriidae) que habita llacs, aiguamolls i platges principalment de la zona afrotròpica, des del sud de Mauritània, Senegal, Gàmbia i Guinea, cap a l'est fins al Sudan, Etiòpia, Eritrea i Somàlia, i cap al sud fins al nord de Tanzània i l'est de la República Democràtica del Congo. També habita el nord-est d'Egipte i el sud d'Aràbia.